# Diskografie The Smashing Pumpkins
Tento článek pojednává o diskografii americké hudební skupiny The Smashing Pumpkins.

## Alba
- 1991 - Gish
- 1993 - Siamese Dream
- 1995 - Mellon Collie and the Infinite Sadness
- 1998 - Adore
- 2000 - MACHINA / The Machines of God
- 2000 - Machina II/The Friends & Enemies of Modern Music
- 2007 - Zeitgeist

## Singly
- 1990 - I Am One - Gish
- 1990 - Tristessa - Gish
- 1991 - Siva - Gish
- 1991 - Rhinoceros - Gish
- 1992 - Drown - Promo
- 1993 - Cherub Rock - Siamese Dream
- 1993 - Today - Siamese Dream
- 1994 - Disarm - Siamese Dream
- 1994 - Rocket - Siamese Dream
- 1994 - Landslide - Pisces Iscariot
- 1995 - Bullet With Butterfly Wings - Mellon Collie and the Infinite Sadness
- 1996 - 1979 - Mellon Collie and the Infinite Sadness
- 1996 - Zero - Mellon Collie and the Infinite Sadness
- 1996 - Tonight,Tonight - Mellon Collie and the Infinite Sadness
- 1996 - Muzle - Promo
- 1996 - Thirty-Three - Mellon Collie and the Infinite Sadness
- 1997 - Eye - Promo
- 1997 - The End Is the Beginning Is the End - Batman & Robin (Soundtrack)
- 1998 - Ava Adore - Adore
- 1998 - Perfect - Adore
- 1999 - Everlasting Gaze - MACHINA / The Machines of God
- 2000 - Stand Inside Your Love - MACHINA / The Machines of God
- 2000 - Try, Try, Try - MACHINA / The Machines of God
- 2000 - Untitled - Rotten Apples
- 2007 - Tarantula - Zeitgeist
- 2007 - That's the Way (My Love Is) - Zeitgeist
- 2008 - G.L.O.W.

## EP
- 1991 - Lull
- 1992 - Peel Sessions
- 2008 - American Gothic

## Live A Kompilace
- 1989 - Light Into Dark
- 1994 - Siamese Singles -  4 vinyly singlů
- 1994 - Pisces Iscariot - CD colekce B-stran
- 1994 - Earphoria - audio kompilace z koncertů
- 1996 - Aeroplane Flies High - 5 CD singlů z Mellon Collie
- 1996 - Aeroplane Flies Lower - 7 CD singlů po Mellon Collie
- 1998 - Smashing Pumpkins 1991-1998 - best of
- 2000 - Still Becoming Apart - 5 písní před MACHINA
- 2000 - Live at Cabaret Metro 10-5-1988 - speciální CD z prvního koncertu
- 2000 - Rotten Apples - Best-Of včetně Judas O
- 2000 - Judas O - bonusové CD:B-singly (pokračování Pisces Iscariot )
- 2008 - If All Goes Wrong - dokumentární DVD s bonusovým DVD z koncertního turné